# Guillaume de Tonquédec
Pour les articles homonymes, voir Tonquédec (homonymie).
Guillaume de Tonquédec, de son nom complet Guillaume Emmanuel Marie de Quengo de Tonquédec, né le 18 octobre 1966 à Paris, est un acteur français.
Il a obtenu son premier rôle principal au cinéma en 1992 dans Tableau d'honneur. Révélé au grand public en 2007 dans le rôle de Renaud Lepic dans la série télévisée Fais pas ci, fais pas ça, il est récompensé six ans plus tard par le César du meilleur acteur dans un second rôle pour sa prestation dans la comédie Le Prénom, adaptation d'une pièce de théâtre homonyme.
En juin 2017, il obtient le prix Beaumarchais du meilleur comédien pour sa prestation dans La Garçonnière au théâtre de Paris.

## Biographie

### Famille
Guillaume Emmanuel Marie de Quengo de Tonquédec est issu d'une famille de la noblesse bretonne. Ses ancêtres ont possédé le château de Tonquédec, aujourd'hui en ruines, de 1626 à 1801, puis de 1828 à 1878,.
Fils d'une mère agent immobilier, Marie-Christine Courtois, et d'un père ingénieur, Patrick de Quengo de Tonquédec, il grandit à Louveciennes dans une famille de quatre enfants.
Son homonyme, comédien également, issu de la même famille, Guillaume de Quengo de Tonquédec, est le mari de Béatrice de la Boulaye, comédienne.
Il est marié à Christèle Marchal, architecte d'intérieur. Le couple a trois enfants : Amaury, Timothé et Victoire.

### Formation
Il découvre le théâtre grâce à une professeur de français au collège, Françoise Gaillard. Après un baccalauréat d'économie, il entreprend en parallèle de sa formation théâtrale un double cursus de sciences économiques et d'anglais à l'université de Nanterre.
Parallèlement, il suit des cours au studio Maubel pendant deux ans, puis au Conservatoire de Versailles. Il entre dans la classe libre du cours Florent en 1986, puis arrête ses études universitaires lorsqu'il intègre le Conservatoire national supérieur d'art dramatique de Paris de 1986 à 1989. Parmi ses professeurs, on compte Pierre Vial, Michel Bouquet, Jean-Pierre Vincent et Daniel Mesguich.

### Carrière
Dans Tableau d'honneur (1992) de Charles Nemes, il joue son premier rôle principal, Jules, un lycéen ayant des problèmes à l'école, avec ses parents (Claude Jade, Philippe Khorsand) et amoureux. Après ce film, il joue plusieurs rôles pour le cinéma et la télévision et s'illustre dans de nombreuses pièces au théâtre. Il est Thomas Sorensen dans la série Commissaire Cordier aux côtés de Pierre Mondy puis Renaud, le père de la famille Lepic dans Fais pas ci, fais pas ça (2007-2017). La série connaît un important succès et le révèle au grand public.
En 2008, on le retrouve dans Parlez-moi de la pluie d'Agnès Jaoui puis dans le premier film de Julien Rambaldi, Les Meilleurs Amis du monde, en 2010. Au théâtre, il joue Le Prénom d'Alexandre de La Patellière et Matthieu Delaporte au théâtre Édouard-VII mis en scène par Bernard Murat. La pièce est adaptée au cinéma en 2012. Pour ce film et son interprétation du rôle de Claude Gatignol dit « la Prune », il obtient le César du meilleur acteur dans un second rôle lors de la 38e cérémonie des César, le 22 février 2013.
En 2013, il est à l'affiche d'une adaptation de Au bonheur des ogres de Daniel Pennac signée Nicolas Bary,.
Il fait partie de la distribution de la comédie Barbecue, d'Éric Lavaine, aux côtés de Florence Foresti et Lambert Wilson. Viennent ensuite SMS, de Gabriel Julien-Laferrière, et Les Nuits d'été, un drame écrit et réalisé par Mario Fanfani. Il y incarne un personnage complexe d'un notaire dans les années 1960 qui se transforme en femme à l'insu de la sienne.
En 2015, il fait partie du casting réuni par Jean-Paul Rappeneau pour sa comédie dramatique Belles Familles. Par la suite, il tourne L'Étudiante et Monsieur Henri sous la direction de Ivan Calbérac, aux côtés de Claude Brasseur.
En 2017, il est à l'affiche de deux films, Bonne Pomme de Florence Quentin sorti le 30 août et Coexister de Fabrice Eboué le 11 octobre.

## Filmographie

### Cinéma

#### Longs métrages

##### Années 1980
- 1986 : On a volé Charlie Spencer de Francis Huster
- 1986 : Cours privé de Pierre Granier-Deferre
- 1987 : Travelling avant de Jean-Charles Tacchella
- 1988 : Frantic de Roman Polanski (crédité mais ne joue pas dans le film)
- 1989 : Deux de Claude Zidi : Olivier Muller
- 1989 : Romuald et Juliette de Coline Serreau

##### Années 1990
- 1991 : La Double Vie de Véronique de Krzysztof Kieślowski : Serge
- 1992 : Tableau d'honneur de Charles Nemes : Jules Martin
- 1996 : Trois Vies et une seule mort de Raoul Ruiz : Piotr
- 1998 : Le Comptoir de Sophie Tatischeff : Paul

##### Années 2000
- 2000 : Meilleur Espoir féminin de Gérard Jugnot : l'employé SNCF
- 2000 : Lise et André de Denis Dercourt : le jeune homme catholique
- 2003 : Tais-toi ! de Francis Veber : l'interne
- 2005 : Le Cactus de Michel Munz et Gérard Bitton
- 2005 : Les Parrains de Frédéric Forestier : le ministre Gatignol
- 2007 : La Maison de Manuel Poirier : l'avocat
- 2008 : Deux Jours à tuer de Jean Becker : Sébastien
- 2008 : Parlez-moi de la pluie d'Agnès Jaoui : Stéphane

##### Années 2010
- 2010 : Les Meilleurs Amis du monde de Julien Rambaldi : Édouard Teston
- 2011 : Qui a envie d'être aimé ? d'Anne Giafferi : le bon élève
- 2011 : Mike de Lars Blumers : M. Lejeune, le banquier
- 2012 : Le Prénom de Matthieu Delaporte et Alexandre de La Patellière : Claude Gatignol dit « La Prune »
- 2013 : Au bonheur des ogres de Nicolas Bary : Sainclair
- 2014 : Divin Enfant d'Olivier Doran : Eric
- 2014 : Barbecue d'Éric Lavaine : Yves, mari de Laure, père de Guillaume
- 2014 : Les Nuits d'été de Mario Fanfani : Michel
- 2014 : SMS de Gabriel Julien-Laferrière : Laurent Demenge
- 2015 : Belles Familles de Jean-Paul Rappeneau : Jean-Michel Varenne
- 2015 : L'Étudiante et Monsieur Henri d'Ivan Calbérac : Paul Voizot
- 2017 : Bonne Pomme de Florence Quentin : le maire
- 2017 : Coexister de Fabrice Éboué : Benoît, le curé
- 2019 : Let’s Dance de Ladislas Chollat : Rémi
- 2019 : Roxane de Mélanie Auffret : Raymond
- 2019 : Place des victoires de Yoann Guillouzouic : Bruno

##### Années 2020
- 2020 : L'Esprit de famille d'Éric Besnard : Alexandre
- 2020 : Les Blagues de Toto de Pascal Bourdiaux : Jérôme
- 2021 : Délicieux d'Éric Besnard : Hyacinthe
- 2022 : Le Temps des secrets de Christophe Barratier : Joseph Pagnol
- 2022 : Plancha d'Éric Lavaine : Yves
- 2022 : Arrête avec tes mensonges d'Olivier Peyon : Stéphane Belcourt
- 2023 : Les Blagues de Toto 2 : Classe verte de Pascal Bourdiaux : Jérôme
- 2023 : Coup de chance de Woody Allen : Marcel Blanc
- 2025 : Dracula de Luc Besson : Docteur Dumont

#### Courts métrages

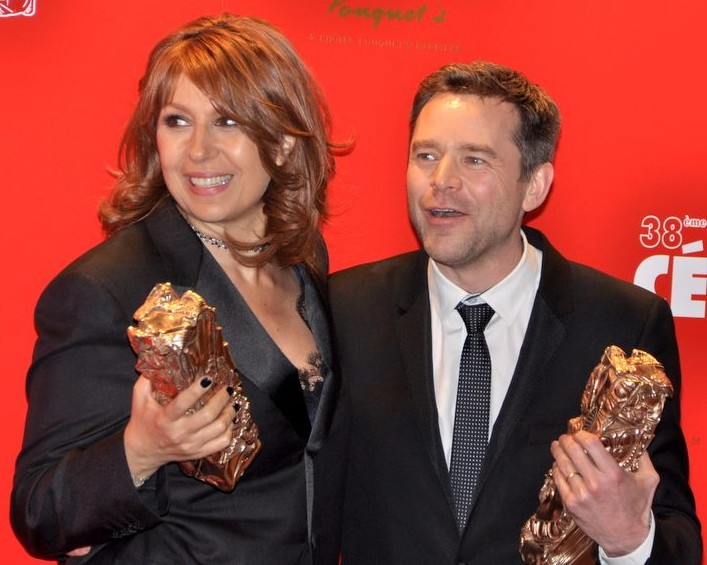
Valérie Benguigui et Guillaume de Tonquédec avec leurs César, lors de la cérémonie du 22 février 2013.

- 2003 : Mon papa à moi de Stefan Le Lay
- 2003 : Rupture de séquence de Grégori Belluco[8]
- 2005 : Le Baiser de Stefan Le Lay : le bien aimé
- 2005 : Au bar des amis d'Olivier Monot
- 2011 : L'Autre de Julie Sellier : un voisin

### Télévision

#### Téléfilms
- 1988 : Sacrifice de Patrick Meunier
- 1989 : Les Nuits révolutionnaires de Charles Brabant : François
- 1991 : Les enfants de la plage de Williams Crépin : Benjamin
- 1992 : Notre Homme d'Élisabeth Rappeneau : Eric
- 1994 : Le Misanthrope de Molière en direct sur Canal +, pour les 10 ans de la chaîne, mis en scène par Jacques Weber.
- 1994 : Le Monsieur de chez Maxim's de Claude Vajda : Jacques Feydeau.
- 1994 : La Vie de Marianne de Benoît Jacquot : M. Villot
- 1999 : La Voleuse de Saint-Lubin de Claire Devers : M. Mangeot
- 2001 : L'agence de Jacques Otmezguine :
- 2001 : Le Marathon du lit de Bruno Gantillon : Jean-Claude
- 2008 : Complot d'amateurs de Vincent Monnet : Jean-Jacques Melfort
- 2008 : Le nouveau monde d'Étienne Dhaene : Simon
- 2008 : Sur le fil de Bruno Garcia / Eric Mignon
- 2010 : Camus de Laurent Jaoui : Michel Gallimard
- 2010 : Les Diamants de la victoire de Vincent Monnet : Comte de Jobourg
- 2014 : La Vie à l'envers d'Anne Giafferi : Stéphane
- 2020 : Fais pas ci, fais pas ça : Y aura-t-il Noël à Noël ? de Michel Leclerc : Renaud Lepic
- 2022 : J'irai au bout de mes rêves de Stéphanie Pillonca : Patrick
- 2024 : Fais pas ci, fais pas ça : On va marcher sur la Lune d'Alexandre Castagnetti : Renaud Lepic

##### Séries télévisées
- 1998 : Nestor Burma, épisode Burma et la belle de Paris : gendarme
- 1998 : Une femme d'honneur, épisode Double détente : Vidal
- 2000 : Chère Marianne, épisodes Cellule familiale, La sous-préfète aux champs et Incident diplomatique : Dimitri
- 2000 : Cap des Pins (série) : Jean
- 2002 : Une femme d'honneur, épisode Mort programmée : François Guéret
- 2003 : Navarro, épisode Fascinations : Jean-Baptiste
- 2006 - 2008 : Commissaire Cordier (série 10 épisodes) : Thomas Sorensen
- 2006 : Sœur Thérèse.com, épisode Meurtre en sous-sol : Bertrand Tardy
- 2007 : Avocats et Associés, épisode Le mal du siècle : Franck Bazin
- 2007-2017 : Fais pas ci, fais pas ça (série) : Renaud Lepic
- 2009 : Camping Paradis, épisode L'oncle d'Amérique : Paul
- 2009 : Louis la Brocante, épisode Louis voit double : Arnaud Pavan
- 2010 : Famille d'accueil, épisode Ma mère à moi : Julien
- 2010 : Profilage : Le Doc (saison 2, 12 épisodes)
- 2017 : Le Département (série) : Guillaume, directeur du département
- 2018 : Speakerine, mini-série réalisée par Laurent Tuel : Pierre Beauval
- 2020 : Ils étaient dix, mini-série réalisée par Pascal Laugier : Gilles Delfour
- 2021 : Germinal, mini-série réalisée par David Hourrègue : Philippe Hennebeau
- 2021 : Une affaire française de Christophe Lamotte : Gendarme Sesmat
- 2022 : @venir, mini-série de Frank Bellocq : docteur Henri Sax
- 2023 : Filles du feu de Magaly Richard-Serrano : Tristan d'Urtubie
- 2024 : Cat's Eyes, Série d'Alexandre Laurent : Christian Dalembert

##### Publicité
- 2001 : Crédit Lyonnais : présente la banque sur Internet[9]

### Doublage
- 2001 : Urgences, Saison 8, épisode 4 : le père de l'enfant handicapé
- 2009 : Lourdes : père Nigl (Gerhard Liebmann)
- 2009 : Hôtel Woodstock : Elliot Tiber (Demetri Martin)
- 2010 : Another Year : Joe (Oliver Maltman)
- 2011 : Last Night : Andy (Daniel Eric Gold)
- 2014 : Winter Sleep : Hamdi (Serhat Kılıç)

### Voix off
- 2001 : Chasseurs de poussières d'étoile : documentaire de Jean Afanassieff - voix
- 2006 : Le chœur des enfants : film documentaire sur Les petits chanteurs à la croix de bois d'Emmanuel Descombes - narration
- 2013 : Le plus beau pays du monde : de Frédéric Fougea et Jacques Malaterre - narration
- 2019 : Ma vie dessinée[10] de Vincent Pouchain, avec Michel Bouquet - voix

## Théâtre
- 1989 : Le Baladin du monde occidental de John Millington Synge, mise en scène Jacques Nichet, Théâtre des 13 vents, tournée
- 1990 : Le Baladin du monde occidental de John Millington Synge, mise en scène Jacques Nichet, Théâtre de la Ville
- 1991 : La vie est un songe de Pedro Calderon de la Barca, mise en scène Jacques Nichet, Théâtre de la Ville
- 1992 : L'École des femmes de Molière, mise en scène Jean-Luc Boutté, Théâtre des Célestins, Théâtre de Nice, Théâtre Hébertot
- 1993 : La Mégère apprivoisée de William Shakespeare, mise en scène Jérôme Savary, Théâtre national de Chaillot, Théâtre de Nice
- 1994 : Le Misanthrope de Molière, mise en scène Jacques Weber
- 1994 : Le Tartuffe de Molière, mise en scène Jacques Weber, Théâtre Antoine
- 1995 : Le Tartuffe de Molière, mise en scène Jacques Weber, Théâtre de Nice, Théâtre des Célestins
- 1996 : Les Jumeaux vénitiens de Carlo Goldoni, mise en scène Gildas Bourdet, Théâtre de la Criée, Théâtre de l’Eldorado.
- 1997 : Après la pluie de Sergi Belbel, mise en scène Marion Bierry, Théâtre de Poche Montparnasse
- 1998 : Le Sénateur Fox de Luigi Lunari, mise en scène Jean-Luc Tardieu, Maison de la Culture de Loire-Atlantique
- 1998 : 1 table pour 6 d'Alan Ayckbourn, mise en scène Alain Sachs, Théâtre du Palais-Royal
- 2000 : Jeffrey Bernard est souffrant de Keith Waterhouse, mise en scène Jean-Michel Ribes, Théâtre Fontaine
- 2003 : Les Directeurs de Daniel Besse, mise en scène Étienne Bierry, Théâtre de Poche
- 2003 : Hedda Gabler d'Henrik Ibsen, mise en scène Roman Polanski, Théâtre Marigny
- 2004 : Le Sénateur Fox de Luigi Lunari, mise en scène Jean-Luc Tardieu, Théâtre de la Porte-Saint-Martin
- 2005 : Le Meilleur Professeur de Daniel Besse, mise en scène Stéphane Hillel, Petit Théâtre de Paris
- 2006 : Hedda Gabler d'Henrik Ibsen, mise en scène Roman Polanski, Théâtre Marigny
- 2006 : La Sainte Catherine de Stéphan Wojtowicz, mise en scène José Paul et Agnès Boury, Petit Théâtre de Paris
- 2006 : Le Jardin de Brigitte Buc, mise en scène Jean Bouchaud, Théâtre des Mathurins
- 2010 : Le Prénom de Matthieu Delaporte et Alexandre de La Patellière, mise en scène Bernard Murat, Théâtre Édouard VII
- 2014 : Un dîner d'adieu de Matthieu Delaporte et Alexandre de La Patellière, mise en scène Bernard Murat, Théâtre Edouard VII
- 2016 : Un dîner d'adieu de Matthieu Delaporte et Alexandre de La Patellière, mise en scène Bernard Murat, tournée
- 2017 - 2018 : La Garçonnière de Billy Wilder et I.A.L. Diamond, mise en scène José Paul, Théâtre de Paris
- 2017 : La Vraie vie de Fabrice Roger-Lacan, mise en scène Bernard Murat, Théâtre Edouard VII
- 2019 : Sept Ans de réflexion de George Axelrod, mise en scène Stéphane Hillel, théâtre des Bouffes Parisiens
- 2021 : Times Square de Clément Koch, mise en scène José Paul, Théâtre Montparnasse (captation pour France 2), reprise en 2022
- 2024 : Mon Jour de chance de Patrick Haudecœur et Gérald Sibleyras, mise en scène José Paul, Théâtre Fontaine

## Publication
[réf. incomplète]
- Les Portes de mon imaginaire, Éditions de L'Observatoire, 2018

## Distinctions

### Récompenses

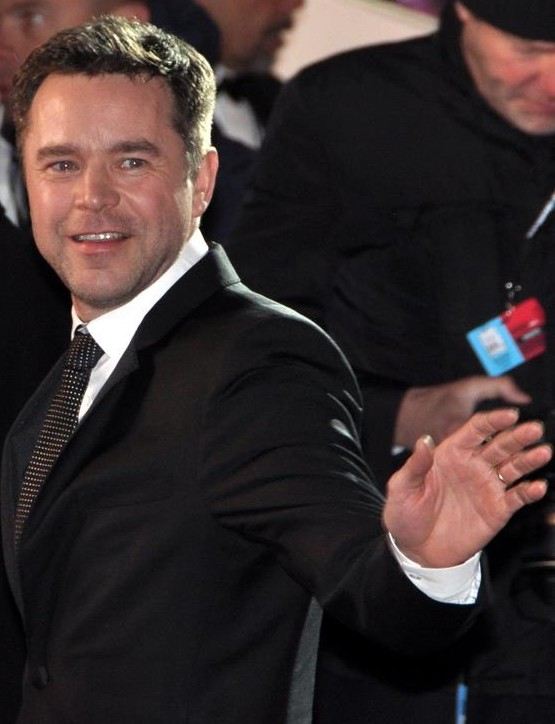
Guillaume de Tonquédec aux Césars 2013.

- César 2013 : César du meilleur acteur dans un second rôle pour Le Prénom
- Prix Beaumarchais 2017 du meilleur comédien pour La Garçonnière au Théâtre de Paris

### Nominations
- Molières 2011 : Molière du comédien dans un second rôle pour Le Prénom
- Molières 2017 : Molière du comédien dans un spectacle de théâtre privé pour La Garçonnière
- Molières 2020 : Molière du comédien dans un spectacle de théâtre privé pour Sept Ans de réflexion
- Molières 2025 : Molière du comédien dans un spectacle de théâtre privé pour Mon Jour de chance

### Décoration
- Chevalier de l'ordre des Arts et des Lettres (2015)[11]